# Eva María Moral
Eva María Moral Pedrero (30 de julio de 1982) es una deportista española que compite en triatlón adaptado. Ganó una medalla de bronce en los Juegos Paralímpicos de Tokio 2020 en la prueba PTWC.

## Palmarés internacional
| Juegos Paralímpicos | Juegos Paralímpicos | Juegos Paralímpicos | Juegos Paralímpicos |
| Año                 | Lugar               | Medalla             | Prueba              |
| ------------------- | ------------------- | ------------------- | ------------------- |
| 2020                | Tokio (Japón)       | Medalla de bronce   | PTWC                |